# American Le Mans Series
Die American Le Mans Series (ALMS) war eine in Nordamerika ausgetragene Rennserie für Sportwagen und wurde von der International Motor Sports Association (IMSA) organisiert, mit Anlehnung an die klassischen Le-Mans-Rennen des Automobile Club de l’Ouest, mit dem auch eine Partnerschaft bestand. Ab 2014 ging die Serie in der United SportsCar Racing auf.

## Geschichte
Die Meisterschaft wurde 1999 geschaffen, nachdem Organisator Don Panoz im Vorjahr mit geringen Teilnehmerzahlen und mit der neuen konkurrierenden United States Road Racing Championship aus abtrünnigen Teams zu kämpfen hatte. Damit wurden die bislang eingesetzten GT-Fahrzeuge um die für das 24-Stunden-Rennen von Le Mans gebauten Prototypen ergänzt. Ähnlich der IMSA GT bestand der Rennkalender im ersten Jahr aus einer Mischung von 165-Minuten-Rennen und längeren Meisterschaftsläufen wie dem 12-Stunden-Rennen von Sebring und dem Petit Le Mans. Nachdem die Serie im Jahr 1999 mit den Werksteams von Audi, BMW, Panoz und Corvette etabliert war, versuchte Serienorganisator Don Panoz 2000 auch in Europa Fuß zu fassen. Mit dem 1000-km-Rennen auf dem Nürburgring und dem 500-km-Rennen von Silverstone fanden in diesem Jahr zwei Meisterschaftsläufe in Europa statt. 2001 gründete Don Panoz mit der European Le Mans Series die europäische Schwesterserie der ALMS. Um die neue Serie zu unterstützen, waren einige europäische Meisterschaftsläufe sowohl Teil der American Le Mans Series und European Le Mans Series. Jedoch scheiterte der Versuch von Panoz, die neue Serie wurde nach nur einer Saison eingestellt und die ALMS fuhr in der Folgezeit ausschließlich in Nordamerika.

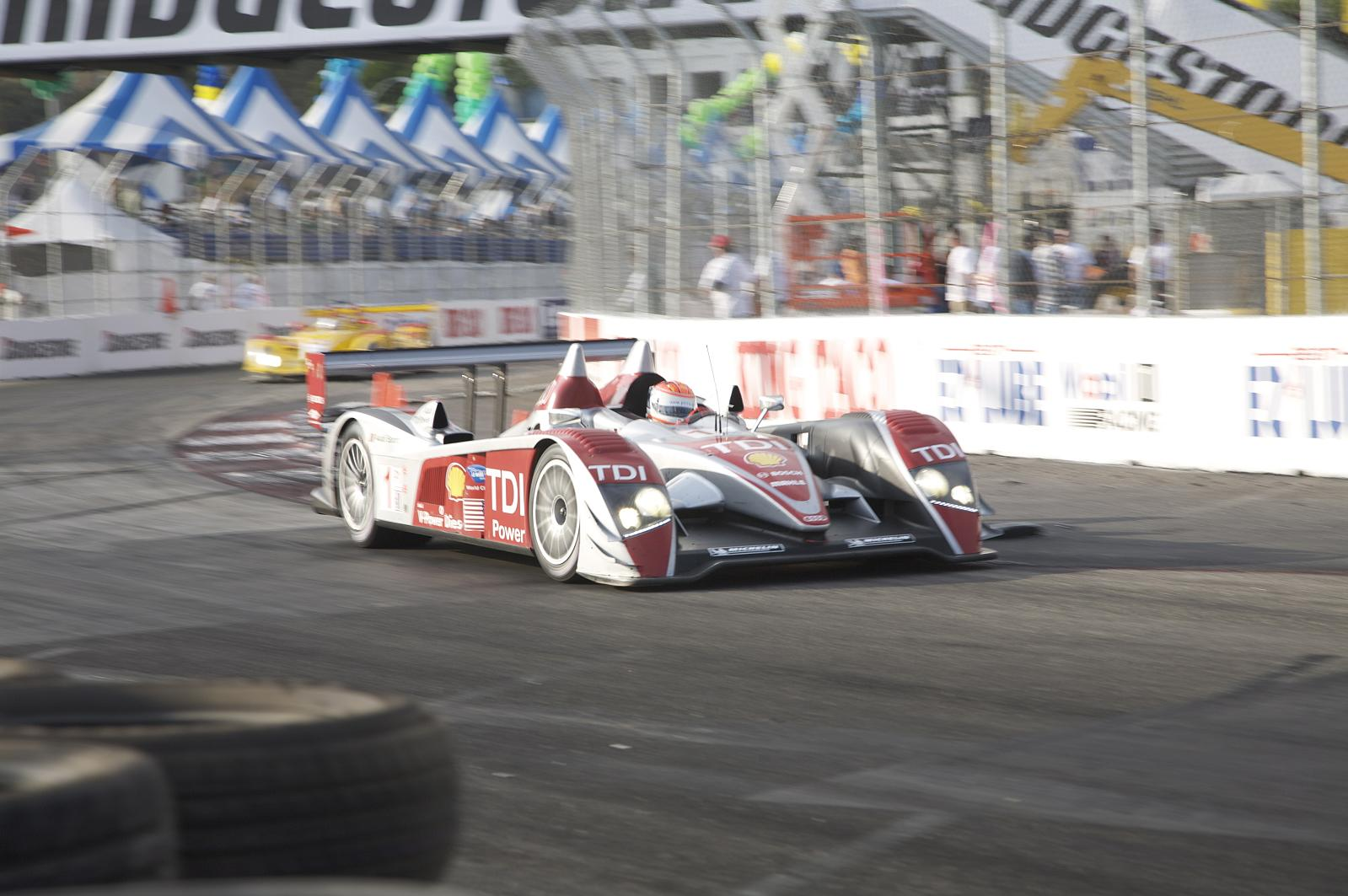
Audi R10 TDI in Long Beach 2008

Abgesehen von einigen Ausnahmegenehmigungen folgte der Motorsportclub IMSA bis 2007 dem Regelwerk des französischen ACO. Jedoch hatte das Werksteam von Audi in der höchsten Prototypenkategorie LMP1 mit dem Abgang vom Hersteller Panoz 2003 lediglich Privatteams als Gegner. Daher entschied die IMSA die bislang als Unterbau eingesetzten Le-Mans-Prototypen 2 durch Anpassungen auf das Leistungsniveau der LMP1 zu bringen. Dadurch konnte neben Porsche in der Folgezeit ein Engagement von Mazda und Acura gesichert werden. 2009 wurde zudem die höchsten GT-Klasse GT1 zugunsten der Markenpokalfahrzeuge der GT Challenge aufgegeben. Corvette Racing als das letzte verbliebene Team der Kategorie wechselte in die GT2 – in Folge einfach GT genannt.
Von 2010 bis 2011 zählten ausgewählte Rennen zum Intercontinental Le Mans Cup. 2012 war die Saisoneröffnung in Sebring auch Teil der Sportwagen-Weltmeisterschaft. Im Laufe der Saison 2012 wurde bekannt gegeben, dass die Meisterschaft zur Saison 2014 mit der Rolex Sports Car Series zur United SportsCar Championship fusionieren wird.

## Fahrzeugklassen
Wie bei den 24 Stunden von Le Mans wurde das Starterfeld in mehreren Klassen aufgeteilt. Das Reglement wurde dabei über die Jahre mehrfach angepasst. Zuletzt waren folgende fünf Klassen startberechtigt:
- Le-Mans-Prototyp 1: Rennwagen mit einem Mindestgewicht von 900 kg und leistungsstärkeren Rennmotoren.
- Le-Mans-Prototyp 2: Rennwagen mit einem Mindestgewicht von 900 kg und serienbasierenden Rennmotoren.
- Le-Mans-Prototyp Challenge: Einheitschassis ORECA FLM mit Einheitsmotor von General Motors
- GT: Serien-Sportwagen mit Leistungssteigerung und Optimierung für einen Renneinsatz
- GTC: Serien-Sportwagen der Markenpokalfahrzeuge von Porsche

## Meister
| Jahr | Klasse    | Fahrer-Meister                               | Konstrukteurs-Meister | Team-Meister                     |
| ---- | --------- | -------------------------------------------- | --------------------- | -------------------------------- |
| 1999 | LMP 900   | Elliott Forbes-Robinson                      | Panoz                 | Panoz Motorsports                |
| 1999 | GTS       | Olivier Beretta                              | Porsche               | Viper Team Oreca                 |
| 1999 | GT        | Cort Wagner                                  | Porsche               | Prototype Technology Group       |
| 2000 | LMP 900   | Allan McNish                                 | Audi                  | Audi Sport North America         |
| 2000 | GTS       | Olivier Beretta                              | Chrysler              | Viper Team Oreca                 |
| 2000 | GT        | Dirk Müller                                  | Porsche               | Dick Barbour Racing              |
| 2001 | LMP 900   | Emanuele Pirro                               | Audi                  | Audi Sport North America         |
| 2001 | LMP 675   | Didier de Radiguès                           | Lola                  | Dick Barbour Racing              |
| 2001 | GTS       | Terry Borcheller                             | Chevrolet             | Corvette Racing                  |
| 2001 | GT        | Jörg Müller                                  | BMW                   | BMW Motorsport                   |
| 2002 | LMP 900   | Tom Kristensen                               | Audi                  | Audi Sport North America         |
| 2002 | LMP 675   | Jon Field                                    | Lola                  | Knighthawk Racing                |
| 2002 | GTS       | Ron Fellows                                  | Chevrolet             | Corvette Racing                  |
| 2002 | GT        | Lucas Luhr/ Sascha Maassen                   | Porsche               | Alex Job Racing                  |
| 2003 | LMP 900   | Frank Biela/ Marco Werner                    | Audi                  | Infineon Team Joest              |
| 2003 | LMP 675   | Christopher Dyson                            | Lola                  | Dyson Racing                     |
| 2003 | GTS       | Ron Fellows/ Johnny O’Connell                | Chevrolet             | Corvette Racing                  |
| 2003 | GT        | Lucas Luhr/ Sascha Maassen                   | Porsche               | Alex Job Racing                  |
| 2004 | P1        | Marco Werner/ JJ Lehto                       | Audi                  | Champion Racing                  |
| 2004 | P2        | Ian James                                    | Lola                  | Miracle Motorsports              |
| 2004 | GTS       | Ron Fellows/ Johnny O’Connell                | Chevrolet             | Corvette Racing                  |
| 2004 | GT        | Timo Bernhard                                | Porsche               | Alex Job Racing                  |
| 2005 | P1        | Frank Biela/ Emanuele Pirro                  | Audi                  | Champion Racing                  |
| 2005 | P2        | Clint Field                                  | Courage               | Intersport Racing                |
| 2005 | GT1       | Oliver Gavin/ Olivier Beretta                | Chevrolet             | Corvette Racing                  |
| 2005 | GT2       | Patrick Long/ Jörg Bergmeister               | Porsche               | Petersen White Lightning         |
| 2006 | LMP1      | Rinaldo Capello/ Allan McNish                | Audi                  | Audi Sport North America         |
| 2006 | LMP2      | Sascha Maassen/ Lucas Luhr                   | Porsche               | Penske Racing                    |
| 2006 | GT1       | Oliver Gavin/ Olivier Beretta                | Chevrolet             | Corvette Racing                  |
| 2006 | GT2       | Jörg Bergmeister                             | Porsche               | Risi Competizione                |
| 2007 | LMP1      | Rinaldo Capello/ Allan McNish                | Audi                  | Audi Sport North America         |
| 2007 | LMP2      | Timo Bernhard/ Romain Dumas                  | Porsche               | Penske Racing                    |
| 2007 | GT1       | Oliver Gavin/ Olivier Beretta                | Chevrolet             | Corvette Racing                  |
| 2007 | GT2       | Mika Salo/ Jaime Melo                        | Ferrari               | Risi Competizione                |
| 2008 | LMP1      | Marco Werner/ Lucas Luhr                     | Audi                  | Audi Sport North America         |
| 2008 | LMP2      | Timo Bernhard/ Romain Dumas                  | Porsche               | Penske Racing                    |
| 2008 | GT1       | Jan Magnussen/ Johnny O’Connell              | Chevrolet             | Corvette Racing                  |
| 2008 | GT2       | Jörg Bergmeister/ Wolf Henzler               | Porsche               | Flying Lizard Motorsports        |
| 2009 | LMP1      | David Brabham/ Scott Sharp                   | Acura                 | Patrón Highcroft Racing          |
| 2009 | LMP2      | Adrián Fernández/ Luís Dias                  | Acura                 | Lowe’s Fernández Racing          |
| 2009 | GT2       | Jörg Bergmeister/ Patrick Long               | Porsche               | Flying Lizard Motorsports        |
| 2009 | Challenge | Martin Snow/ Melanie Snow                    | Porsche               | Snow Racing                      |
| 2010 | LMP       | David Brabham/ Simon Pagenaud                | Acura                 | Patrón Highcroft Racing          |
| 2010 | LMPC      | Scott Tucker                                 | nicht ausgeschrieben  | Level 5 Motorsports              |
| 2010 | GT2       | Jörg Bergmeister/ Patrick Long               | BMW                   | BMW Rahal Lettermann Racing Team |
| 2010 | GTC       | Tim Pappas/ Jeroen Bleekemolen               | nicht ausgeschrieben  | Black Swan Racing                |
| 2011 | LMP1      | Chris Dyson/ Guy Smith                       | Lola                  | Dyson Racing Team                |
| 2011 | LMP2      | Christophe Bouchut/ Scott Tucker             | Lola                  | Level 5 Motorsports              |
| 2011 | LMPC      | Ricardo González/ Gunnar Jeannette/ Eric Lux | nicht ausgeschrieben  | CORE Autosport                   |
| 2011 | GT        | Dirk Müller/ Joey Hand                       | BMW                   | BMW Rahal Lettermann Racing Team |
| 2011 | GTC       | Tim Pappas                                   | nicht ausgeschrieben  | Black Swan Racing                |
| 2012 | LMP1      | Klaus Graf/ Lucas Luhr                       | HPD                   | Muscle Milk Pickett Racing       |
| 2012 | LMP2      | Christophe Bouchut/ Scott Tucker             | HPD                   | Level 5 Motorsports              |
| 2012 | LMPC      | Alex Popow                                   | nicht ausgeschrieben  | CORE Autosport                   |
| 2012 | GT        | Oliver Gavin/ Tommy Milner                   | Chevrolet             | Corvette Racing                  |
| 2012 | GTC       | Cooper MacNeil                               | nicht ausgeschrieben  | Alex Job Racing                  |
| 2013 | LMP1      | Klaus Graf/ Lucas Luhr                       | HPD                   | Muscle Milk Pickett Racing       |
| 2013 | LMP2      | Scott Tucker                                 | HPD                   | Level 5 Motorsports              |
| 2013 | LMPC      | Mike Guasch                                  | nicht ausgeschrieben  | CORE Autosport                   |
| 2013 | GT        | Jan Magnussen/ Antonio García                | Chevrolet             | Corvette Racing                  |
| 2013 | GTC       | Cooper MacNeil/ Jeroen Bleekemolen           | nicht ausgeschrieben  | Flying Lizard Motorsports        |

## Sonstiges
Das Reglement entsprach weitestgehend dem der 24 Stunden von Le Mans, wurde von der IMSA in einigen Passagen aber für die ALMS angepasst. Die Renndistanz variierte von ca. 100 Minuten bei einigen Stadtrennen bis zu 12 Stunden beim 12-Stunden-Rennen von Sebring. Die am häufigsten verwendete Distanz war 2:45 Stunden.
Den Saisonauftakt bildeten in jedem Jahr die 12 Stunden von Sebring, während der Höhepunkt das Petit-Le-Mans-Rennen im Herbst war.